# Harry De Vere
Harry De Vere (New York, 1º febbraio 1870 – Los Angeles, 10 ottobre 1923) è stato un attore statunitense dell'epoca del muto. Operava con lo studio cinematografico Thanhouser Company con sede a New Rochelle nel 1914 e recitò in circa 70 film fino alla sua morte nel 1923, a 53 anni.

## Filmografia
- In the Moonlight, regia di Thomas Ricketts - cortometraggio (1914)
- The Navy Aviator, regia di Sydney Ayres - cortometraggio (1914)
- In the Footprints of Mozart, regia di Tom Ricketts - cortometraggio (1914)
- The Lost Sermon - cortometraggio (1914)
- The Unmasking - cortometraggio (1914)
- The Painted Lady's Child, regia di Sydney Ayres - cortometraggio (1914)
- Mein Lieber Katrina Catches a Convict, regia di Thomas Ricketts - cortometraggio (1914)
- Cameo of Yellowstone, regia di Sydney Ayres - cortometraggio (1914)
- Does It End Right?, regia di Sydney Ayres - cortometraggio (1914)
- All on Account of a Jug, regia di Tom Ricketts - cortometraggio (1914)
- The Widow, regia di Thomas Ricketts - cortometraggio (1914)
- The Clubman's Wager - cortometraggio (1915)
- Young Romance, regia di George Melford (1915)
- In the Amazon Jungle
- The Journey's End
- Vengeance of the Wilds, regia di Otto Breitkreutz (1915)
- The Smouldering
- The Way of a Woman's Heart
- The Coquette's Awakening
- I'm Glad My Boy Grew Up to Be a Soldier
- The Ne'er Do Well
- Fruits of Desire
- The Code of Marcia Gray, regia di Frank Lloyd (1916)
- The Sacrifice, regia di Frank Beal - cortometraggio (1916)
- The Man from Bitter Roots
- Davy Crockett
- The Beast
- The End of the Trail
- His Sweetheart
- Il marchese d'Evremonde (A Tale of Two Cities), regia di Frank Lloyd
- The Highway of Hope
- A Roadside Impresario
- True Blue
- The Lamb and the Lion
- The Love Call
- L'ultimo eroe (The Last of the Duanes), regia di J. Gordon Edwards
- Wings of the Morning
- The Orphan
- The Joyous Trouble-Makers
- Penny of Top Hill Trail
- The Jilt
- The Altar Stairs
- Around the World in Eighteen Days
- The Social Buccaneer
- God's Law
- The Phantom Fortune
- The Shock
- Il gobbo di Notre Dame (The Hunchback of Notre Dame, regia di Wallace Worsley
- Ruth of the Range